# Geckolepis megalepis
Geckolepis megalepis – gatunek jaszczurki z rodziny gekonowatych (Gekkonidae).
G. megalepis występuje endemicznie na Madagaskarze, w masywie Tsingy de Bemaraha na zachodzie wyspy. Miejsce typowe to wschodnia część Parku Narodowego Ankarana na północy Madagaskaru.
Charakteryzuje się większymi łuskami niż wszystkie pokrewne gatunki (zarówno w proporcji do wielkości ciała jak i w liczbach bezwzględnych) oraz charakterystyczną dla tego rodzaju warstwą skóry, która umożliwia zrzucenie pancerza w przypadku pochwycenia przez drapieżnika, co umożliwia osobnikowi ucieczkę. Gatunek posiada także charakterystyczną dla całego rodzaju zdolność do szybkiej regeneracji łusek w ciągu kilku tygodni. Wyróżnienia gatunku dokonano na podstawie różnic w budowie czaszki.